# 1977 год в музыке

## События
- Образована рок-группа The Police
- Образована рок-группа INXS
- Образована рок-группа Aksak Maboul
- Образована хардкор-панк-группа Bad Brains
- Образована панк-рок-группа Crass
- Образована хоррор-панк-группа The Misfits
- Образована панк-рок-группа X
- Образована рок-группа Def Leppard
- Образована группа Mezzoforte
- Образована рэп-группа Treacherous Three
- Образован испанский дуэт Baccara

## Хронология
- 14 февраля
  - В Детройте основана пауэр-поп группа «The Romantics».
  - «The B-52's» отыграли свой дебютный концерт на вечеринке в городе Атенс, штат Джорджия.
- 15 февраля — Сид Вишес заменил Глена Мэтлока в качестве басиста «Sex Pistols».
- 26 апреля — В Нью-Йорке открылся модный диско-клуб «Студия 54».

## Продажи
- Самый продаваемый сингл в Великобритании — «Mull of Kintyre» (Пол Маккартни)
- Самый продаваемый альбом в Великобритании — «Arrival» (ABBA)
- Самый продаваемый сингл в США (Billboard Hot 100) — «Tonight’s The Night (Gonna Be Alright)» (Род Стюарт)
- Самый продаваемый альбом в США (Billboard Top 200) — «Rumours» (Fleetwood Mac), второе место — «Songs in the Key of Life» (Стиви Уандер), третье место — звуковая дорожка к фильму «Звезда родилась» (Барбра Стрейзанд, Крис Кристофферсон)
- Самый продаваемый сингл среди женских групп — «Yes Sir, I Can Boogie» (Baccara)

## Награды
- «Грэмми» за альбом года — Fleetwood Mac за «Rumours»
- «Грэмми» за запись года — The Eagles за «Hotel California»
- «Грэмми» за песню года — «Evergreen» (исполнитель — Барбра Стрейзанд)

### Зал славы авторов песен
- Джей Ливингстон[англ.][1]
- Рэй Эванс[англ.][2]

### Зал славы кантри
- Мерл Трэвис[3]

## Лучшие песни года
- «Hotel California» (Eagles)
- «Heroes» (Дэвид Боуи)
- «Shenna Is A Punk Rocker» (Ramones)
- «Go Your Own Way» (Fleetwood Mac)
- «Alison» (Элвис Костелло)
- «Lust for Life» (Игги Поп)
- «God Save the Queen» (Sex Pistols)
- «Psycho Killer» (Talking Heads)
- «Marquee Moon» (Television)
- «Chinese Rocks» (The Heartbreakers)
- «Blank Generation» (Ричард Хэлл и The Voidoids)
- «We Are the Champions» (Queen)
- «We Will Rock You» (Queen)

## Выпущенные альбомы
См. также категорию музыкальных альбомов 1977 года.

### Январь
- Leave Home (Ramones) (10 января)
- Animals (Pink Floyd) (23 января)

### Февраль
- Marquee Moon (Television), (8 февраля)
- Damned Damned Damned (The Damned), (18 февраля)

### Апрель
- The Clash (The Clash) (8 апреля)
- Rattus Norvegicus (The Stranglers) (15 апреля)

### Май
- Lights Out (UFO) (7 мая)

### Сентябрь
- Blank Generation (Richard Hell & The Voidoids) (8 сентября)
- No More Heroes (The Stranglers) (23 сентября)
- Talking Heads: 77 (Talking Heads) (16 сентября)

### Октябрь
- L.A.M.F. (The Heartbreakers, 3 октября)
- News of the World (Queen, 28 октября)
- Never Mind The Bollocks (Sex Pistols, 28 октября)

### Ноябрь
- Rocket To Russia (Ramones, 4 ноября)

### Декабрь
- Pink Flag (Wire)
- Suicide (Suicide)
- Plastic Letters (Blondie)

### Неточная дата
- The World Starts Tonight (Бонни Тайлер)
- The Alice Cooper Show (Элис Купер)
- Alive II (Kiss)
- Bad Reputation (Thin Lizzy)
- Body Love (Клаус Шульце)
- Body Love Vol.2 (Клаус Шульце)
- Casino (Al Di Meola, Columbia)
- Disco dance (Адриано Челентано)
- Exodus (Боб Марли, The Wailers)
- Going for the One (Yes)
- The Golden Greats (Sweet)
- Heroes (Дэвид Боуи)
- I Robot (The Alan Parsons Project)
- (I'm) Stranded (The Saints)
- The Idiot (Игги Поп)
- Innocent Victim (Uriah Heep)
- Lace and Whiskey (Элис Купер)
- Let There Be Rock (AC/DC)
- Live at the London Palladium (Марвин Гей)
- Love Gun (Kiss)
- Love You (The Beach Boys)
- Low (Дэвид Боуи)
- Lust for Life (Игги Поп)
- Mirage (Клаус Шульце)
- The Missing Piece (Gentle Giant, студийный, Chrysalis)
- Motörhead (Motörhead)
- Off the Record (Sweet)
- On Stage (Rainbow)
- Onze Danses Pour Combattre la Migraine (Aksak Maboul)
- Playing the Fool (Gentle Giant, концертный, двойной Chrysalis)
- Plastic Letters (Blondie)
- The Quiet Zone/The Pleasure Dome (Van der Graaf Generator, LP)
- Taken by Force (Scorpions)
- Rain Dances (Camel)
- Saw Delight (Can)
- Sin After Sin (Judas Priest)
- Songs from the Wood (Jethro Tull)
- Spot the Pigeon (Genesis, EP)
- Tecadisk (Адриано Челентано)
- Trans-Europe Express, (Kraftwerk, Kling Klang)
- Young Loud and Snotty (Dead Boys)
- Freeways (Bachman-Turner Overdrive)

## Родились
- 1 января
  - Азра Колакович (ум. 2017) — боснийская певица
  - Инна Маликова — российская певица, музыкальный продюсер и руководитель группы «Новые Самоцветы»
- 2 февраля — Шакира — колумбийская певица, автор песен и танцовщица
- 19 февраля — Пьер Нарцисс (ум. 2022) — российский певец камерунского происхождения
- 7 марта — Мартин Кирнс[англ.] (ум. 2015) — британский рок-музыкант, барабанщик группы Bolt Thrower
- 9 апреля — Джерард Уэй — американский певец и музыкант, вокалист группы My Chemical Romance
- 17 апреля — Анастасия Макаревич — российская певица, солистка группы «Лицей»
- 23 апреля
  - Араш — ирано-шведский певец, танцор, композитор и продюсер
  - Джон Сина — американский рестлер, актёр и рэпер
- 28 апреля — Наталия Бучинская — украинская певица, народная артистка Украины (2004)
- 29 апреля — Линда — российская певица, поэтесса, художница
- 8 мая — Джо Бонамасса — американский гитарист и певец
- 11 мая — Изольда Ишханишвили — российская певица. Экс-солистка российской женской поп-группы «Лицей» (1991—2001)
- 17 мая — Катя Огонёк (ум. 2007) — российская певица, исполнительница русского шансона и блатной песни
- 19 мая — Наталия Орейро — аргентинская актриса и певица
- 28 мая — Хавьера Муньос (ум. 2018) — шведская певица и хореограф
- 4 июня — Роман Мирошниченко — российский и украинский гитарист, композитор и продюсер
- 14 июня — Алексей Плотников (ум. 2022) — российский композитор и рок-музыкант, лидер группы Mechanical Poet
- 12 августа — The Jacka (ум. 2015) — американский рэпер, участник группы Mob Figaz
- 12 октября — Жасмин — российская эстрадная певица
- 10 ноября — Бриттани Мерфи (ум. 2009) — американская актриса, певица, продюсер
- 13 ноября — Ольга Орлова — российская певица, бывшая участница группы «Блестящие»
- 1 декабря — Брэд Делсон — американский музыкант, гитарист группы Linkin Park
- 7 декабря
  - Роман Билык — российский певец, музыкант и композитор, основатель и лидер группы «Звери»
  - Доминик Ховард — британский музыкант, барабанщик группы Muse
- 17 декабря — Оксана Фёдорова — российская фотомодель, телеведущая, актриса и певица
- 31 декабря — PSY — южнокорейский певец

## Скончались
- 2 января — Эрролл Гарнер (55) — американский джазовый пианист, руководитель ансамбля и композитор
- 26 февраля — Шерман Гарнс[англ.] (36) — американский певец, вокалист группы The Teenagers
- 23 марта — Рози Баршони (67) — венгерская актриса, певица и танцовщица
- 4 апреля — Енё Задор (82) — американский композитор венгерского происхождения
- 30 мая — Пол Дезмонд (52) — американский джазовый саксофонист и композитор
- 25 июня — Петко Стайнов (80) — болгарский композитор, дирижёр, скрипач, пианист, педагог и общественный деятель
- 27 июня — Сергей Лемешев (74) — советский оперный певец (лирический тенор), оперный режиссёр и музыкальный педагог
- 16 июля — Бахытжан Байкадамов (60) — советский казахский композитор
- 26 июля — Ганс-Отто Боргман (75) — немецкий кинокомпозитор
- 16 августа — Элвис Пресли (42) — американский певец и музыкант, «король рок-н-ролла»
- 17 августа — Петрос Петридис (85) — греческий композитор, дирижёр и музыкальный критик
- 16 сентября — Марк Болан (29) — британский певец, музыкант и автор песен, лидер группы T. Rex
- 22 сентября — Пётр Аболимов (72) — русский советский театровед, сценарист, драматург и балетный либреттист
- 30 сентября — Мэри Форд (53) — американская певица и гитаристка
- 14 октября — Бинг Кросби (74) — американский певец и актёр
- 20 октября
  - Ронни ван Зант (29) — американский музыкант, вокалист, автор песен и основатель группы Lynyrd Skynyrd
  - Стив Гейнс[англ.] (28) — американский музыкант, гитарист, вокалист и автор песен группы Lynyrd Skynyrd
- 15 декабря — Александр Галич (59) — советский поэт, писатель и автор-исполнитель
- 31 декабря — Пол Акерман (69) — американский музыкальный журналист, редактор журнала Billboard